# Озиля
Озѝля (на италиански: Osiglia; на лигурски: Useria, Узерия) е община в Северна Италия, провинция Савона, регион Лигурия. Разположено е на 715 m надморска височина. Населението на общината е 468 души (към 2011 г.).
Административен център на общината е село Роси (Rossi).